# Камарільйо
Камарільйо (англ. Camarillo) — місто (англ. city) в США, в окрузі Вентура штату Каліфорнія. Населення — 70 741 особа (2020).

## Географія
Камарільйо розташоване за координатами 34°13′19″ пн. ш. 119°1′56″ зх. д. / 34.22194° пн. ш. 119.03222° зх. д. (34.221823, -119.032154).  За даними Бюро перепису населення США в 2010 році місто мало площу 50,62 км², з яких 50,58 км² — суходіл та 0,04 км² — водойми.

### Клімат
| Клімат : Камарільйо     | Клімат : Камарільйо | Клімат : Камарільйо | Клімат : Камарільйо | Клімат : Камарільйо | Клімат : Камарільйо | Клімат : Камарільйо | Клімат : Камарільйо | Клімат : Камарільйо | Клімат : Камарільйо | Клімат : Камарільйо | Клімат : Камарільйо | Клімат : Камарільйо | Клімат : Камарільйо |
| Показник                | Січ.                | Лют.                | Бер.                | Квіт.               | Трав.               | Черв.               | Лип.                | Серп.               | Вер.                | Жовт.               | Лист.               | Груд.               | Рік                 |
| Абсолютний максимум, °C | 34,4                | 32,2                | 34,4                | 36,7                | 36,7                | 38,9                | 34,4                | 35,6                | 38,3                | 41,1                | 37,2                | 33,9                | 41,1                |
| Середній максимум, °C   | 18,6                | 18,5                | 18,8                | 20,4                | 21,7                | 22,5                | 24,4                | 24,9                | 24,8                | 23,1                | 21,3                | 18,6                | 21,5                |
| Середня температура, °C | 12,4                | 12,1                | 13,4                | 14,6                | 16,3                | 17,9                | 19,4                | 19,8                | 20,4                | 17,3                | 14,7                | 12,1                | 15,9                |
| Середній мінімум, °C    | 6,2                 | 5,7                 | 8,1                 | 8,8                 | 10,9                | 13,4                | 14,4                | 14,7                | 13,9                | 11,5                | 8,2                 | 5,6                 | 10,2                |
| Абсолютний мінімум, °C  | −3,9                | −1,1                | −1,1                | 0,6                 | 2,2                 | 5,6                 | 7,8                 | 9,4                 | 6,1                 | 1,7                 | −0,6                | −2,8                | −3,9                |
| Норма опадів, мм        | 88                  | 94                  | 67                  | 20                  | 8                   | 1                   | 1                   | 1                   | 5                   | 16                  | 33                  | 52                  | 386                 |
| ----------------------- | ------------------- | ------------------- | ------------------- | ------------------- | ------------------- | ------------------- | ------------------- | ------------------- | ------------------- | ------------------- | ------------------- | ------------------- | ------------------- |
| Джерело: NOAA           |                     |                     |                     |                     |                     |                     |                     |                     |                     |                     |                     |                     |                     |

## Демографія
Згідно з переписом 2010 року, у місті мешкала 65 201 особа в 24 504 домогосподарствах у складі 17 029 родин. Густота населення становила 1288 осіб/км².  Було 25702 помешкання (508/км²).
Расовий склад населення:
| - 75,1 % — білих - 10,2 % — азіатів - 1,9 % — чорних або афроамериканців - 0,6 % — корінних американців - 0,2 % — вихідців з тихоокеанських островів - 7,3 % — осіб інших рас |

До двох чи більше рас належало 4,8 %. Частка іспаномовних становила 22,9 % від усіх жителів.
За віковим діапазоном населення розподілялося таким чином: 23,2 % — особи молодші 18 років, 59,6 % — особи у віці 18—64 років, 17,2 % — особи у віці 65 років та старші. Медіана віку мешканця становила 40,8 року. На 100 осіб жіночої статі у місті припадало 93,7 чоловіків;  на 100 жінок у віці від 18 років та старших — 90,7 чоловіків також старших 18 років.
Середній дохід на одне домашнє господарство  становив 106 140 доларів США (медіана — 88 152), а середній дохід на одну сім'ю — 121 671 долар (медіана — 102 975). Медіана доходів становила 73 375 доларів для чоловіків та 50 483 долари для жінок. За межею бідності перебувало 6,4 % осіб, у тому числі 9,6 % дітей у віці до 18 років та 5,0 % осіб у віці 65 років та старших.
Цивільне працевлаштоване населення становило 31 568 осіб. Основні галузі зайнятості: освіта, охорона здоров'я та соціальна допомога — 20,5 %, науковці, спеціалісти, менеджери — 12,9 %, роздрібна торгівля — 11,2 %, виробництво — 10,9 %.

## Відомі мешканці
- Кейлі Куоко, актриса.